# Liouboslav Penev
Pour les articles homonymes, voir Penev.
Liouboslav Penev est un ancien footballeur bulgare né le 31 août 1966 à Dobritch. Il jouait au poste d'attaquant. Il est aujourd'hui entraîneur.
Il a participé à l'Euro 1996 et à la Coupe du monde 1998 avec l'équipe de Bulgarie.

## Biographie
Liouboslav Penev fait ses débuts en pro en 1984 avec le CSKA Sofia. Il remporte le championnat de Bulgarie à deux reprises, en 1987 et 1989 ainsi que trois coups de Bulgarie (1987, 1988, 1989). En 1988, il est élu footballeur bulgare de l'année. 
En 1987, lors du Festival International Espoirs, il termine meilleur buteur de la compétition. La Bulgarie perdra aux penaltys contre la France de David Ginola en finale.  
En 1989, il quitte la Bulgarie pour rejoindre le championnat d'Espagne. En Liga, il porte les couleurs de quatre clubs : Valence, l'Atlético de Madrid, Compostelle et le Celta Vigo. Il réalise sa meilleure saison en 1995-96 avec l'Atlético : il réalise le doublé Liga-Copa del Rey et inscrit 33 buts en 44 matches dans ces deux compétitions. 
Il termine ensuite sa carrière en Bulgarie avant de se reconvertir comme entraîneur. Après avoir coaché le CSKA Sofia et le Litex Lovetch, il est nommé sélectionneur de la Bulgarie le 2 octobre 2011 en remplacement de l'Allemand Lothar Matthäus. Son aventure à la tête de la sélection bulgare se termine le 20 novembre 2014 : il est démis de ses fonctions à la suite de mauvais résultats, alors que la Bulgarie compte six points de retards sur les deux premiers de son groupe en éliminatoires de l'Euro 2016.

## Palmarès de joueur
- Meilleur buteur du Festival International Espoirs en 1987 avec la Bulgarie.
- Finaliste du Festival Internationale Espoirs en 1987 avec la Bulgarie.
- 62 sélections et 13 buts avec l'équipe de Bulgarie entre 1987 et 1998.
- Champion de Bulgarie en 1987 et 1989 avec le CSKA Sofia.
- Vainqueur de la Coupe de Bulgarie en 1987, 1988 et 1989 avec le CSKA Sofia.
- Finaliste de la Coupe d'Espagne en 1995 avec le Valence CF.
- Champion d'Espagne en 1996 avec l'Atlético de Madrid.
- Vainqueur de la Coupe d'Espagne en 1996 avec l'Atlético de Madrid.

## Palmarès d'entraineur
- Champion de Bulgarie en 2011 avec le Litex Lovetch.